# Polymnia quichensis
Polymnia quichensis là một loài thực vật có hoa trong họ Cúc. Loài này được J.M.Coult. miêu tả khoa học đầu tiên năm 1895.